# Katter’s Australian Party
Die Katter’s Australian Party (KAP) ist eine nationalistische, rechts- und gesellschaftskonservative Partei in Australien, die im Jahr 2011 ins Wahlverzeichnis eingetragen wurde. Geführt wird sie auf Bundesebene von Bob Katter, der in den Parlamentswahlen in Australien jeweils 2013, 2016, 2019 und 2022 einen Sitz im Australischen Repräsentantenhaus gewann.

## Politikerdynastie
Der Vater von Bob Katter, Bob Katter Sr., war ebenfalls ein Politiker, der im Jahr 1974 in ein Parlament gewählt wurde und auch mehrere Ministerämter bekleidete. Bob Katter sitzt seit 1993 im Repräsentantenhaus, damals als Mitglied der National Party of Australia. 2001 trat er aus dieser Partei aus und wurde danach viermal ins Parlament gewählt, davon zweimal als Unabhängiger und zweimal für seine eigene Partei. Der Sohn von Bob Katter Robbie ist Vorsitzender der KAP im australischen Bundesstaat Queensland.

## Programmatik
Die Katter’s Australian Party orientiert sich stark an den Interessen der australischen Landwirtschaft, wendet sich gegen wirtschaftliche Monopole und stellt eine intensive Förderung nationaler Produkte in den Vordergrund.
Die KAP stellt im Wesentlichen folgende soziale und politische Forderungen auf: Solarenergie soll stark gefördert werden, um beim Wasserpumpen die Stromkosten für Landwirte zu minimieren. Die Partei ist allerdings gegen jegliche Form einer CO2-Steuer und eines CO2-Emissionshandels. Nationale Produkte sollen gegenüber ausländischen gefördert werden. Visa für ausländische Arbeitnehmer sollen stark eingeschränkt werden und inländische vorrangig beschäftigt werden. Fischfang soll ohne Restriktionen erfolgen. Die Lufttransporte, Wasser-, Elektrizitäts- und Gasversorgung, das Gesundheitswesen, das Transport- und das Kommunikationswesen und den Straßenbau soll der Staat übernehmen. Die Rechte der Aborigines will die Partei einschränken.
Der Parteiführer Bob Katter ist gegen gleichgeschlechtliche Ehen. Dies sei deutlich geworden, als er nach seiner Meinung hierzu befragt wurde. Denn er wechselte sofort das Thema und äußerte sich zu Krokodilangriffen in Australien.
Im Juni 2018 trat der islamfeindliche und rechtsradikale Senator Fraser Anning in die KAP ein und wurde wegen seiner Positionen im Oktober im selben Jahr ausgeschlossen.